# 鷹番
鷹番（日语：／ Takaban */?）是東京都目黑區的地名，下設一丁目至三丁目。2013年7月1日為止的人口為8,531人。

## 地理
位於目黑區中央。北至駒澤通，接目黑區五本木。東鄰目黑區中央町。南至目黑通，接目黑區目黑本町。西南鄰目黑區碑文谷。西鄰世田谷區下馬。町域內有南北向的東急東橫線通過，並設置學藝大學站。車站周邊多商店，其他地區為住宅區。鷹番一、二丁目的大部分與中央町一部分組成「鷹番1･2丁目町會」，鷹番三丁目組成「三谷北町會」。

## 歷史
原為碑文谷村的字。明治末期此地戶數不到二十戶。1927年（昭和2年）碑文谷站（現學藝大學站）開業後逐漸發展。1932年（昭和7年）為目黑區鷹番町，1966年（昭和41年）與三谷町等合併成立鷹番一～三丁目。

### 地名由來
江戶時代此地設有鷹番屋敷而得名。也有說是源自於「鷹場」或「鷹場前」。

## 交通
町域內有東急東橫線的急行停車站學藝大學站。此外，還可利用南部目黑通的路線巴士。

## 設施
- 東京三菱自動車販售本社

## 備註
1. ↑  .   [2013-08-05]. （原始内容存档于2020-05-03）.
2. 1 2  .   [2013-08-05]. （原始内容存档于2013-07-05）.